# Styrax tonkinensis
Styrax tonkinensis es una planta perteneciente a la familia Styracaceae tiene su origen en el sur de Asia, olor a vainilla con las mismas características y propiedades que la planta Styrax benzoin pero con menos calidad.
Es un árbol que alcanza los 10 metros de altura, sus hojas son ovales, enteras y cubiertas de pelusa blanquecina. Las flores, de color blanco, se encuentran agrupadas. Su fruto es ovoide de 1 cm de diámetro que contiene una semilla. Se denomina popularmente benjuí

## Propiedades
- Al hacer incisiones en el tronco exuda un líquido resinoso que al secarse se comercializa como incienso aromático llamado benjui.
- Por vía interna es expectorante, desinfectante y antiséptico.
- Se utiliza para tratar eccemas, forúnculos y sabañones.
- Se añade a la pasta dentífrica para tratar afecciones bucales.